# بانس (فطر)
البانس  (الاسم العلمي:Panus) هو جنس من الفطريات يتبع الفصيلة البانسية من رتبة المتعددات الأبواغ.

## أنواع البانس
- بانس البرقوق
- بانس إسفيني
- بانس أرجواني
- بانس أليف الجبال
- بانس تاهيتي
- بانس ثنائي التفرع
- بانس ثنائي اللون
- بانس جاوي
- بانس جلدي
- بانس درني ملكي
- بانس دوسني
- بانس رايتي
- بانس ستيفنسوني
- بانس سكري
- بانس سليماني
- بانس شب مخطط
- بانس شولتزي
- بانس صفصافي
- بانس ظهراني
- بانس عملاق
- بانس فلفلي
- بانس قصير الساق
- بانس قوقعي
- بانس كارباتي
- بانس كوبي
- بانس كويزي
- بانس كينابالي
- بانس مِرْوَحِي
- بانس متأخر
- بانس محاري
- بانس محزم
- بانس مخملي
- بانس مسطح
- بانس مشعر
- بانس مفغر
- بانس مقور
- بانس ملتصق
- بانس ملعقي
- بانس هلالي
- بانس هندي
- بانس هوفماني
- بانس هوكرياني
- بانس وحلي
- بانس ياباني